# Valboån
Valboån är ett vattendrag i sydvästra Dalsland.
Ån ingår i ett sjösystem som sträcker sig ända in i Bohuslän till sjön Vassbotten, och lämpar sig för kanotfärder. Det finns även sjöar som lämpar sig för bad och fiske, bland andra Ellenösjön och Viksjön.